# Vanilla tahitensis
```

```

Vanilla tahitensis или тахићанска ванила врста је рода Vanilla из породице орхидеја (Orchidaceae). Биномијалну номенклатуру ове врсте први је урадио ботаничар Џон Вилијам Мур 1933. године, након што их је пронашао на једном од Друштвених острва у Француској Полинезији.

## Опис таксона
Тахићанска ванила је врежаста епифитна врста из породице Ваниле. Полиплоидна је врста и представља природни хибридни облик између врста Vanilla planifolia и Vanilla odorata. Претпоставке су да је до укрштања ове две врсте дошло сасвим случајно у периоду између 1350. и 1500. године у америчким тропима. Врста је касније пренесена на Мадагаскар, а потом 1848. на Тахити.
Тахићанска ванила расте попут лозе уз дрво домаћина, уз које се пење цик-цак линијом. Листови су доста уски и елипсасти. Биљка цвета треће године након садње, цветови су жути са нијансама зелене боје и јављају се у гроздовима. Отворени су током тек једног дана и у то време обавља се опрашивање биљке (оно се код планташке производње обавља вештачким путем). Из цвета се током наредних девет месеци развије махунасти плод који се беру ручно када постану црвенкасти. Плодови се након тога суше током наредна три месеца, а потом се наставља њихова даљња индустријска обрада. 
У поређењу са равнолисном зачинском ванилом, тахићанска ванила има краће, али дебље плодове са нешто интензивнијом аромом, али и мањим концентрацијама ванилина.

## Хемијски састав плода
Најважнија хемијска једињења која се екстракују из плодова су ванилин (4-хидрокси-3-метоксибензалдехид), ванилинска киселина, 4-хидроксибензалдехид и 4-хидроксибензојева киселина.